# L'Héritage du Pastaga
L'Héritage du Pastaga est le 35e tome de la série de bande dessinée Cubitus, créée par Dupa. Paru le 14 février 1998, cet album contient 48 pages, illustrant une histoire complète.

## Synopsis
Un matin, Sémaphore reçoit un courrier lui annonçant qu'il vient d'hériter. Se rendant chez le notaire, celui-ci lui annonce qu'il s'agit d'un immeuble de douze étages avec vue sur mer, situé dans le port de Lemecqacran (Finistère). Enthousiastes, Cubitus et lui s'y rendent immédiatement. Arrivés là-bas, ils sont accueillis en grande pompe par une foule en liesse et par le maire du village qui leur offre ce legs pour services rendus ou plutôt...services à rendre! En effet, Sémaphore vient d'hériter du vieux phare en ruines du village et donc des tâches liées à celui-ci comme le renflouement d'un vieux cargo, le Pastaga, de l'équipage duquel faisait autrefois partie Sémaphore et qui a coulé dans le port de Lemecqacran des années auparavant, envoyé par le fond par son capitaine ivre.
Bon gré, mal gré, Sémaphore accepte la mission et entame une plongée afin d'inspecter le cargo, plongée qui s'avère difficile car une araignée d'eau, Eulalie, s'est entichée de lui. Il découvre alors avec effarement que ce n'est pas du matériel médical mais bien des explosifs (plastic) que le cargo transportait. Faisant part de cette nouvelle inquiétante au maire, ils mettent au point un plan afin de renflouer le cargo et de le vider de sa dangereuse cargaison, en le cloisonnant avec une barricade et en vidant l'eau du bassin ainsi créé. Finalement, Cubitus convainc le maire de garder l'épave du Pastaga comme attrait touristique du village et les deux compères regagnent ensuite leur foyer, leur mission accomplie.

### Documentation
- Laurent Mélikian, « Le Général en clebs », BoDoï, no 6,‎ mars 1998, p. 42.